# خانه دیبائی
خانه دیبائی مربوط به اواخر دوره قاجار - اوایل دوره پهلوی است و در اصفهان، خیابان هارونیه، کوچه مسجد علی، جنب مسجد علی واقع شده و این اثر در تاریخ ۲۴ اسفند ۱۳۸۳ با شمارهٔ ثبت ۱۱۵۵۶ به‌عنوان یکی از آثار ملی ایران به ثبت رسیده است.